# Webasto
Webasto è un'azienda tedesca fornitrice di componenti per autoveicoli e mezzi motorizzati. Fondata nel 1901, ha sede a Stockdorf, vicino a Monaco di Baviera.

## Storia
Fu fondata nel 1901 come "Eßlinger Draht- und Eisenwarenfabrik Wilhelm Baier, Eßlingen/Neckar" da Wilhelm Baier (1853-1917) a Esslingen. Nel 1908 si sposta a Stockdorf e cambia denominazione in Webasto, acronimo di "W.[ilhelm] Baier Stockdorf". Nel 1932 diventa fornitore della Daimler-Benz. Dal 1956 Webasto fornisce i tettucci in metallo per Mercedes-Benz. Dal 1952 sviluppa sistemi di riscaldamento per gli autobus e veicoli per il trasporto di persone. Nel 2012 entra nel settore della climatizzazione dell'automotive con l'acquisizione della Diavia, storica azienda italiana del settore.

## Prodotti
- Tettucci rigidi e flessibili, panoramici
- Tettucci per veicoli cabriolet (flessibili e retrattili rigidi)
- Sistemi di riscaldamento per veicoli commerciali e di trasporto persone
- Sistemi a batterie per veicoli elettrici

## Onorificenze
- "Beste Marke" 2006, 2007, 2008, 2009, 2010, 2011, 2012, 2013, 2014, da Auto, Motor und Sport.[1]
- "Beste Marke" nella categoria riscaldamento veicoli commerciali 2005, 2006, 2007, 2008, 2009, 2010, 2011, 2012, 2013, da lastauto omnibus, Fernfahrer e trans aktuell in Germania[2][3][4]
- "Top Marke 2017" da "Autozeitung"[5]
- "Beste Marke" in tutte le classi 2016/17 da Auto Bild[6]
- Plus X Award "Bestes Produkt des Jahres 2017" per il Webasto Panoramadach nella categoria innovazione, High Quality e Design.[7]
- FOCUS Top Nationaler Arbeitgeber 2017.[8]
- "Pace Award" da Automotive News)[9]
- Hermann Simon premia Webasto AG come "Hidden Champion"[10]
- Dal 2011 in Austria la Webasto SE può portare lo Stemma dell'Austria (Wappen der Republik Österreich).[11]